# Peperoncino d'Espelette

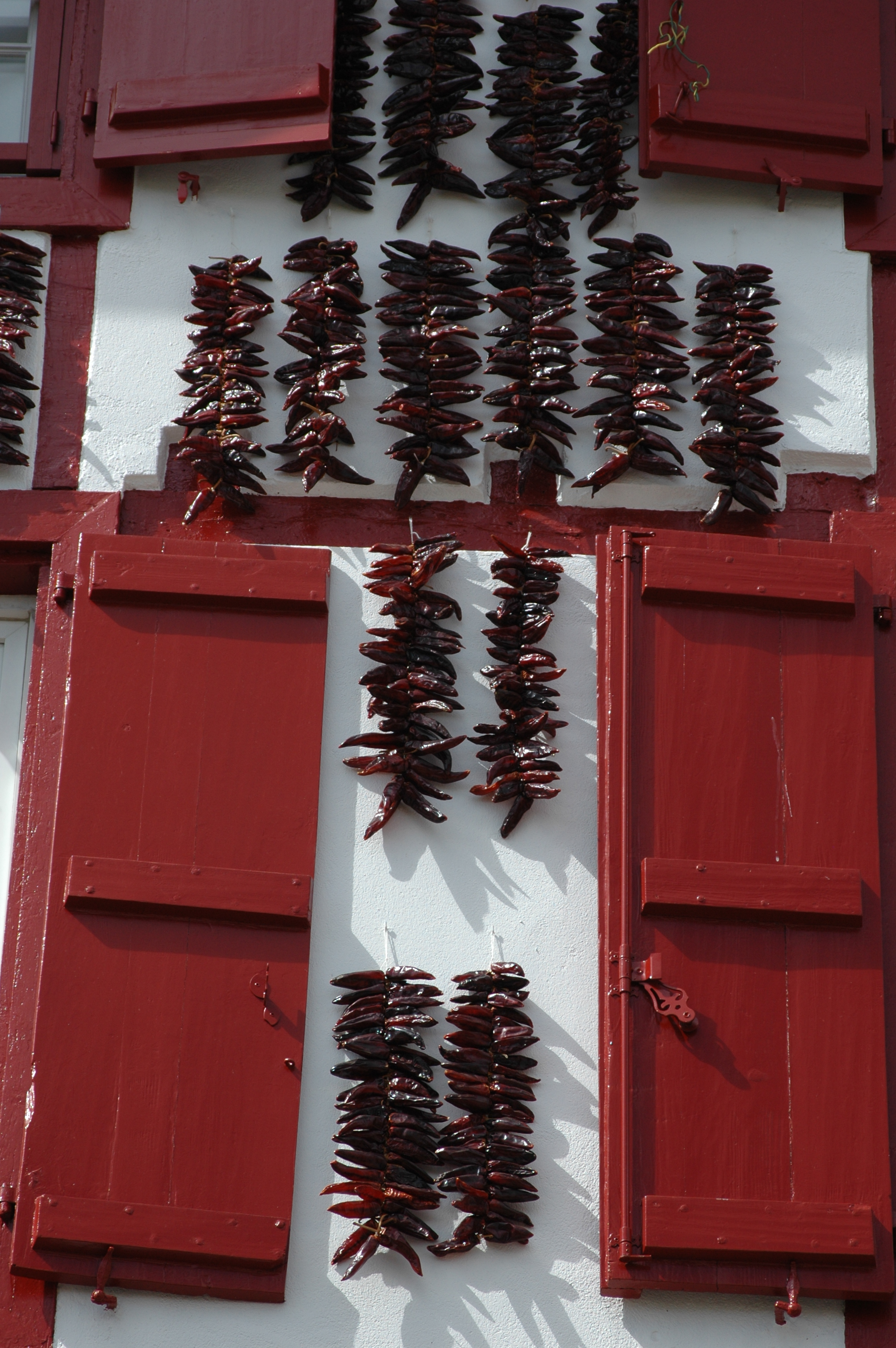
Peperoncini messi a seccare sulla facciata di una casa

Il Peperoncino di Espelette (piment d'Espelette in francese, Ezpeletako biperra in basco) è una varietà di peperoncino ad appellation d'origine contrôlée (AOC, denominazione di origine controllata), coltivato nei Paesi baschi e particolarmente nel comune di Espelette.
Originario del Sud America, questo peperoncino è stato introdotto nei Paesi baschi nel XVI e XVII secolo. Fu utilizzato inizialmente come medicinale e, in seguito, piuttosto rapidamente, si affermò come condimento e come conservante delle carni e dei prosciutti.